# Zühn Ẁöhl Ünsaï - Live 1974
Zühn Ẁöhl Ünsaï - Live 1974 (Alternativtitel: Zühn Wöhl Ünsaï - Live in Bremen 1974) ist ein Livealbum der französischen Progressive-Rock- und Zeuhl-Gruppe Magma. Es wurde am 6. Februar 1974 für eine Radiosendung im Sendesaal von Radio Bremen aufgezeichnet, mit dem Magma ihr erstes Konzert in Deutschland gaben. Die Sendung wurde wenige Tage später ausgestrahlt. Die Aufzeichnung wurde am 27. Mai 2014 als Doppel-CD auf Made in Germany Music veröffentlicht und 2017 Doppel-LP aufgelegt.

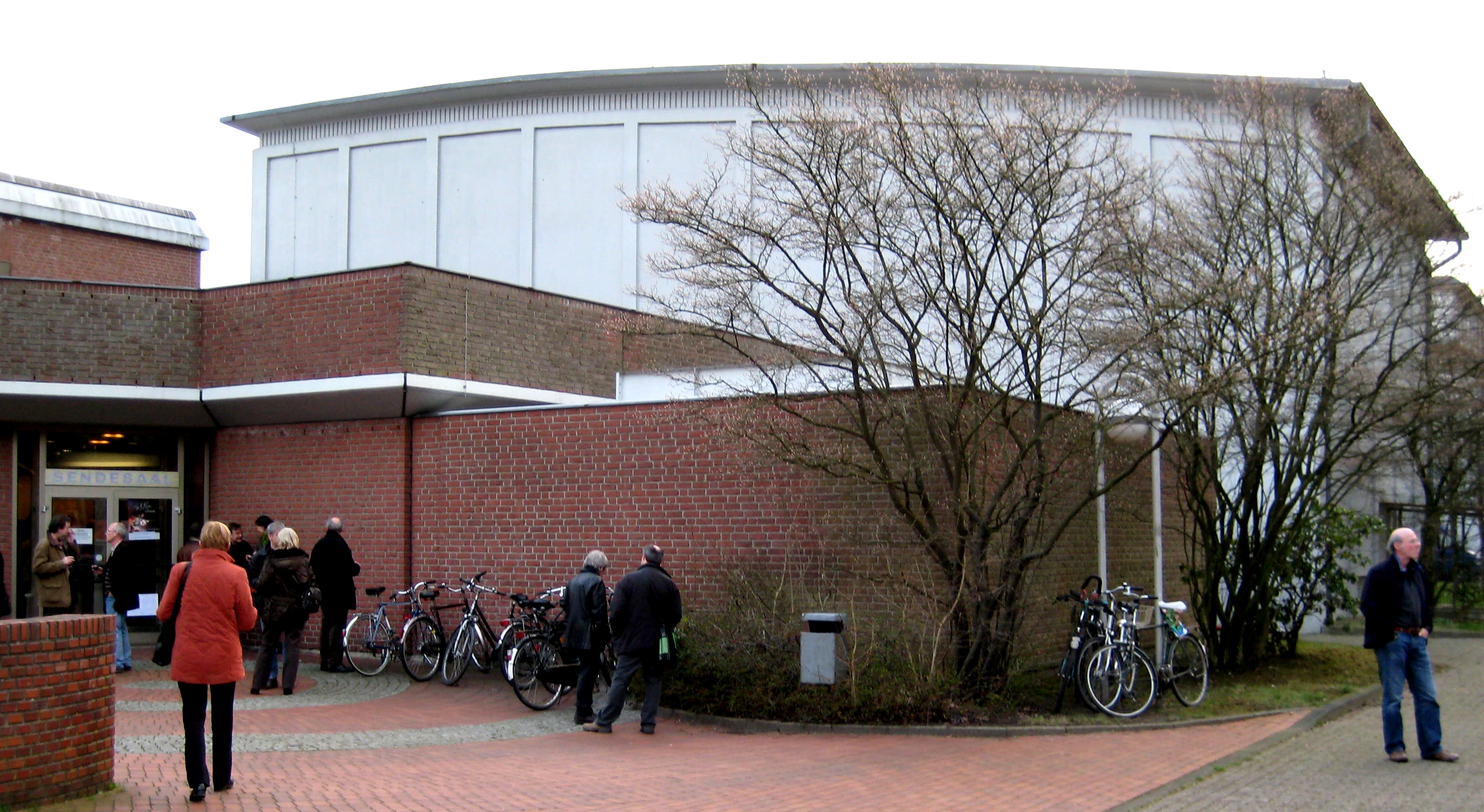
Der Aufnahmeort, der Sendesaal von Radio Bremen (Foto von 2009)

Die Besetzung Magmas bestand in dieser Zusammensetzung lediglich vier Monate. Das Album enthält eine leicht gekürzte Version von Magmas Hauptwerk Mekanïk Destruktïw Kommandöh, dazu Sowiloï (Soï Soï), Vanders Schlagzeugsolo Korusz II und Theusz Hamtaahk.
Gelegentlich wird als Aufnahmedatum anstelle des 6., der 26. Februar 1974 genannt.

## Titelliste
Allte Titel wurden von Christian Vander geschrieben.

### CD 1
1. Sowiloï (Soï Soï) – 12:24
2. Mëkanïk Dëstruktïw Kömmandöh – 35:12

1. Hortz Fur Dëhn Stëckëhn West – 8:46
2. Ïmah Sürï Dondaï – 4:42
3. III:Kobaïa Iss De Hündïn – 2:23
4. IV:Da Zeul Wortz Mëkanïk – 7:41
5. Nëbëhr Gudahtt – 7:40
6. Mëkanïk Kömmandöh – 4:01

### CD 2
1. Korusz II – 20:09
2. Theusz Hamtaahk – 25:49

## Rezeption
Zühn Ẁöhl Ünsaï - Live 1974 wurde von Kritikern überwiegend positiv aufgenommen. Steve Braun vom Musikportal RockTimes beschreibt es als: … ein unglaublich intensives Doppelalbum, das sich klanglich wirklich - den vergangenen vierzig Jahren zum Trotz - auf Ballhöhe präsentiert und die Live-Atmosphäre obendrein gut transportiert. Abschließend merkt er an, dass Magmas Musik nicht jedermanns Sache ist, aber Zühn Ẁöhl Ünsaï ein 'Hochamt für vorurteilsfreie, progressiv geschärfte Ohren [ist]!! Jochen Rindfrey und Nik Brückner vom Progressive-Rock-Portal Babyblaue Seiten bewerten es mit 12/15 Punkten, wobei beide den etwas hallend und blechern klingenden Sound bemängeln. Auch international erhielt das Album positive Kritiken. Benutzer Mellotron Storm vom Progressive-Rock-Portal Prog Archives bewertet es mit 4/5 Sternen und lobt die für eine Radioaufnahme des Jahres 1974 gute Soundqualität. Die Bewertung der Leser liegt bei 3,78/5 Punkten bei 43 abgegebenen Stimmen.